# James Whitham
James «Jamie» Whitham (6 de septiembre de 1966, Huddersfield, Yorkshire, Inglaterra) es un expiloto profesional de motociclismo. Ganó en 1991 el MCN TT Superbike Challenge, con una Suzuki, y en 1993 simultáneamente el Campeonato Británico de Superbikes y el ACU TT Superbike British Championship. En 1994 disputó el Campeonato del Mundo de Superbikes con Ducati, ganando la carrera de Sentul y finalizando séptimo al final de la temporada. Volvió a las carreras británicas en 1995, pero a mitad de temporada se le diagnosticó la enfermedad de Hodgkin, un linfoma maligno. Tras su plena recuperación, volvió a las carreras británicas al año siguiente con una Yamaha.
En 1997 y 1998 participó de nuevo en el mundial de Superbikes, esta vez con una Suzuki, finalizando octavo en ambas temporadas con un total de 3 podiums. Pasó en 1999 al Campeonato del Mundo de Motociclismo en su categoría máxima, los 500cc, pero lamentablemente pilotando una de las poco competitivas Modenas del equipo de Kenny Roberts. Tuvo un grave accidente en Brno, fracturándose la pelvis. Entre los años 2000 y 2002 participó en el Campeonato del Mundo de Supersport, obteniendo 12 podiums con 4 victorias, y un cuarto puesto final en la temporada 2001.
Su retiro se produjo al finalizar la temporada 2002, debido a un glaucoma consecuencia de la quimioterapia con la se combatió su cáncer. En la actualidad es comentarista para la cadena ITV
del Mundial de Superbikes, y colabora como probador en la revista británica de motociclismo T.W.O.
Dos características destacaban especialmente en James Whitham: una de ellas es emplear habitualmente el número 69 en sus motos, y otra su espectacular modo de descolgarse de la moto al negociar los virajes.